# Archibald Geikie

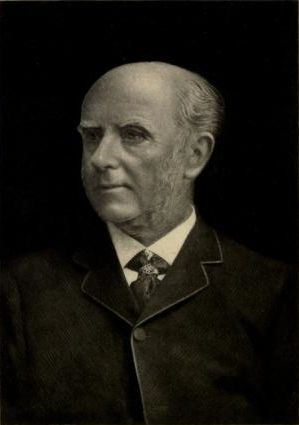
Archibald Geikie

Sir Archibald Geikie (* 28. Dezember 1835 in Edinburgh; † 10. November 1924 in Haslemere) war ein britischer Geologe.

## Leben und Wirken
Archibald Geikie war der älteste Sohn von James Stuart Geikie. Sein jüngerer Bruder James Geikie war ebenfalls ein bekannter Geologe und Geikies Nachfolger als Murchison Professor in Edinburgh. Er besuchte die Universität Edinburgh und war ab 1855 beim Geological Survey unter Roderick Murchison, mit dem er sich auch anfreundete und dessen Biographie er später schrieb. 1867 wurde er Leiter des Geological Survey in Schottland.
Er war von 1871 bis 1882 der erste Murchison Professor für Geologie an der Universität Edinburgh. Ab 1882 war er Direktor des Museum of Practical Geology in London (heute Teil des British Museum) und Generaldirektor des Geological Survey of Great Britain als Nachfolger von Andrew Crombie Ramsay.
Geikie lieferte bedeutende Beiträge zur Eiszeitforschung (in einem Essay von 1863 über eiszeitliche Gletscherwirkung in Schottland) Geomorphologie, zum Beispiel Erosion von Flusstälern, Vulkanologie (insbesondere in Großbritannien, wo er zuerst auf Skye und den äußeren Hebriden die Relikte vulkanischer Aktivität studierte) und Petrographie, wo er sich mikroskopisch mit Gesteins-Dünnschliffen befasste.
1871 heiratete er Alice Gabrielle Anne Marie Pignatel († 1916), die Tochter von Eugène Pignatel aus Lyon, mit der er einen Sohn und drei Töchter hatte.
1862 veröffentlichte er mit Murchison eine geologische Karte Schottlands und 1892 eine größere Version. 1897 veröffentlichte er eine geologische Karte von England und Wales.

## Ehrungen
Geikie wurde 1865 als Mitglied („Fellow“) in die Royal Society gewählt, die ihm 1896 die Royal Medal verlieh. Von 1908 bis 1913 war er Präsident der Royal Society. Seit 1981 war er Fellow der Royal Society of Edinburgh.
Er war auch Mitglied der Geological Society of London, die ihn 1881 mit der Murchison-Medaille und 1895 mit der Wollaston-Medaille auszeichnete. Gewähltes Mitglied der American Philosophical Society war er seit 1880. Im Jahr 1889 wurde er zum Mitglied der Leopoldina gewählt. 1895 wurde er zum korrespondierenden Mitglied der Bayerischen Akademie der Wissenschaften sowie zum assoziierten Mitglied der Académie royale des Sciences, des Lettres et des Beaux-Arts de Belgique gewählt. 1898 wählte ihn die Accademia Nazionale dei Lincei in Rom zum auswärtigen Mitglied, 1900 wurde er in die American Academy of Arts and Sciences gewählt, 1901 in die National Academy of Sciences und 1917 in die Académie des sciences in Paris. Im Dezember 1908 wurde er Ehrenmitglied der Russischen Akademie der Wissenschaften in Sankt Petersburg. 1909 erhielt er von der Universität Leipzig die Ehrendoktorwürde.
1891 wurde Geikie zum Knight Bachelor geschlagen. 1907 wurde er als Knight Commander des Order of the Bath (KCB) ausgezeichnet, 1913 erhielt er den Order of Merit.

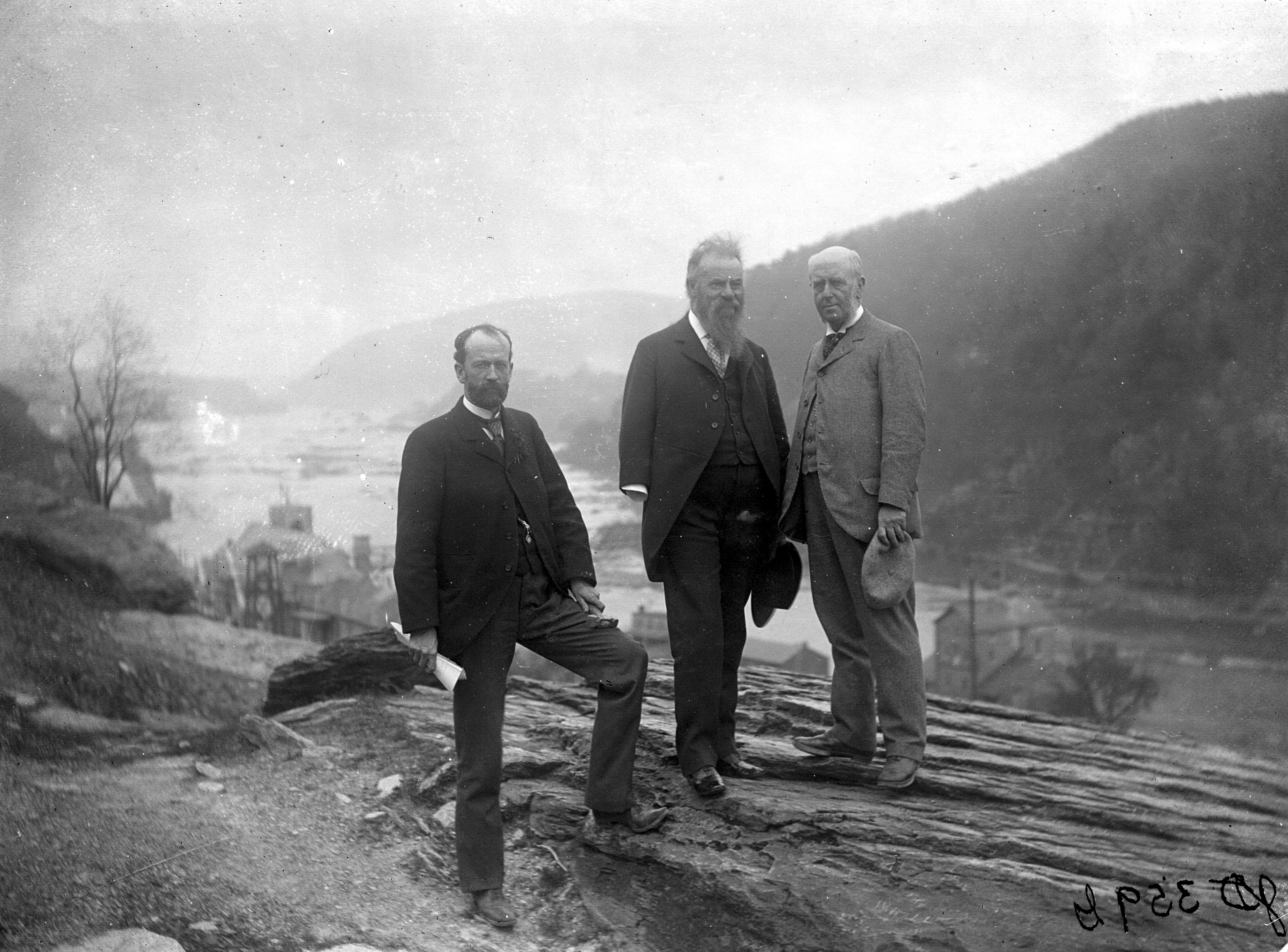
Geikie, John Wesley Powell, Charles Doolittle Walcott 1897 auf Exkursion in Harpers Ferry

Der Dorsa Geikie auf dem Mond, das Mineral Geikielith und der Geikie Gorge im Napier Rang in der Kimberley Region in West-Australien sind nach ihm benannt. Darüber hinaus ist er Namensgeber des Geikie-Gletschers auf Südgeorgien sowie der Bucht Geikie Inlet und des Gebirgszugs Geikie Ridge im ostantarktischen Viktorialand.

## Schriften
- The Story of a Boulder; or, Gleanings from the Note-Book of a Geologist, Edinburgh, Thomas Constable and Co., 1858
- Scenery of Scotland, 1865, 3. Auflage 1901
- The life of Sir Roderick Murchison, 2 Bände, J. Murray 1875
- Physical Geography, Appleton 1877
- Text-Book of Geology, 1882, 3. Auflage Macmillan 1893, Online
- Geological sketches at home and abroad, Macmillan 1882, Online
- An elementary geography of the British Isles, Macmillan 1888
- Types of scenery and their influence on literature, Macmillan 1898
- The Ancient Volcanoes of Great Britain, Macmillan 1897, Online
- The Founders of Geology, Macmillan 1897, Online
- Elementary lessons in physical geography, Macmillan 1903
- Scottish reminiscences, 1904
- Landscape in history and other essays, Macmillan 1905, Online
- Birds of Shakespeare, 1916
- The Geology of Central and Western Fife and Kinross, Geological Survey 1900
- The Geology of Eastern Fife, Geological Survey 1902